# Salmiakki
Salmiakki (finlandés), salmiak (danés), salmiakdrop ("salmiak liquorice", neerlandés), salmiakk (noruego) o saltlakrits o salmiakgodis ("salty liquorice", sueco) es una golosina salada muy popular en Países Bajos, en el norte de Alemania y en los países nórdicos. Los principales ingredientes de estos caramelos son el regaliz y el cloruro amónico (NH4Cl), muchos usuarios mencionan que es un producto de gusto adquirido (de forma similar al Marmite en Inglaterra).